# Сан Паоло ди Йези
Сан Па̀оло ди Йѐзи (на италиански: San Paolo di Jesi) е село и община в Централна Италия, провинция Анкона, регион Марке. Разположено е на 224 m надморска височина. Населението на общината е 916 души (към 2010 г.).